# Nuditheca dogieli
Nuditheca dogieli är en nässeldjursart som beskrevs av Nikolai Alexsandrovich Naumov 1952. Nuditheca dogieli ingår i släktet Nuditheca och familjen Halopterididae. Inga underarter finns listade i Catalogue of Life.